# 青山ザ・タワー
青山ザ・タワー（あおやまざたわー、Aoyama: The Tower）は、東京都港区南青山二丁目にある超高層マンションである。積水ハウスと野村不動産によって分譲された。

## 概要
外苑西通りと青山霊園の間の低地に所在し、変形した敷地形状を生かし、パブリックガーデン（公開空地）とプライベートガーデン（居住者用）という性格の異なる庭園を設け、総合設計制度を適用し建てられた共同住宅である。
建物はRC造（一部S造）の地上23階地下1階建。坂倉建築研究所が基本設計+デザイン監修を担い、積水ハウス東京マンション事業部および竹中工務店東京本店が設計、竹中工務店と間組のJVの施工で2004年6月に竣工した。総戸数は147戸で、各戸の住居面積は平均94.5m2（55.05-199.97m2）、最多の間取りは3LDK（1K-3LDK）。
外観は、霊園の緑に調和するオフホワイトのなめらかな曲面とし、骨太のサッシや従来型の全周バルコニーをなくすことで、モダンでシームレスな姿を実現した。
コンシェルジュサービスやラウンジ等の共用施設が設けられているほか、安全面では玄関とエレベーターホール入口とに二重のオートロック設備が完備されている。
このマンションへの居住が報じられた著名人には酒井法子がいる。
なお、近隣には類似名称の超高層マンション、パークコート青山 ザ タワー（南青山二丁目3-3）が所在する。